# SS Mohegan
El SS Mohegan fue un barco de pasajeros construido en 1898 para el transporte transoceánico de pasajeros al servicio de la empresa naviera estadounidense Atlantic Transport Line. Se utilizó para llevar pasaje y mercancía entre Londres y Nueva York. La empresa naviera operaba desde el Reino Unido, donde tenía registrados sus buques. El 13 de octubre de 1898, mientras realizaba su segunda travesía, el Mohegan encalló en el arrecife Manacles, frente a la costa de The Lizard, Cornualles, debido a un cálculo erróneo del rumbo a seguir. El buque se hundió en tan solo 12 minutos, saldándose con la vida de 106 personas, lo que lo convierte en la mayor catástrofe de la historia de la Atlantic Transport Line.

## Equipamiento
El Mohegan fue construido como un barco seguro y moderno, equipado con 8 mamparos herméticos, un sistema de bombas, iluminación de emergencia, tres brújulas y 8 botes salvavidas, con capacidad para alojar a un total de 472 personas. El Lloyd's Register of Shipping clasificó al Mohegan en la categoría 1A, la más alta posible.
El vapor podía transportar 120 pasajeros de primera clase y en sus bodegas había espacio para hasta 700 cabezas de ganado. Estaba asegurado por un precio de 112 000 £. 
Los pasajeros tenían a su disposición un salón de música, decorado con pan de oro y un salón de fumadores adornado con paneles de roble pulido. El Mohegan contaba con 4 buques gemelos (todos construidos en 1898), el SS Menominee, el SS Manitou¸ el SS Mesaba y el SS Marquette.

## Historia
El Mohegan se construyó en el astillero Earle’s Shipbuilding and Engine Company, ubicado en Kingston upon Hull, Inglaterra. 
Inicialmente, fue encargado, con el nombre de SS Cleopatra, para la compañía naviera británica Wilson & Furness-Leyland Line, siendo bautizado por Enid Wilson y botado el 6 de abril de 1898.
Realizó su viaje inaugural hacia Nueva York el 31 de julio de ese año, donde arribó el doce días después. Tras completar su primera travesía, se detectaron diversas fallas, tales como sitios donde hacía agua y mal funcionamiento del sistema de refrigeración de calderas que se atribuyeron a una terminación precipitada de su fabricación. Los pasajeros se quejaron a la naviera por las malas condiciones del Cleopatra, pero elogiaron la buena actitud de sus tripulantes. Tras su regreso a Londres, se tomaron medidas de reconstrucción y reparación que se prolongaron por 41 días. A ello siguieron más viajes de prueba y una inspección por parte de la Cámara de Comercio, que acreditó la navegabilidad del barco. En medio de estas acciones, el navío fue rebautizado como Mohegan, en honor de la tribu algonquina norteamericana que habitaba la zona este de Conneticut. 
La Wilson & Furness-Leyland no terminaba de estar conforme con el Mohegan y, mientras este se ebcontraba en plena remodelación, lo vendió a los Estados Unidos, siendo operado por la naviera Atlantic Transport Line, que lo adquirió como sustituto de otros buques de su flota que fueron requisados por la Armada para prestar servicios militares en la guerra hispano-estadounidense.

## Último viaje y hundimiento

### Partida
El jueves 13 de octubre de 1898 a las 14:30 h, el Mohegan zarpó de Tilbury, Inglaterra, para dar comienzo a su segunda travesía hacia Nueva York, trasladando a bordo 64 pasajeros y 1286 toneladas de carga, entre las que se destacaban bebidas alcohólicas, 3000 planchas de estaño, antimonio, linóleo y libros, así como de víveres tales como queso, arroz, ciruelas secas y café. La embarcación estaba comandada por el capitán Richard Griffiths, y su tripulación constaba de 97 miembros.
Tras zarpar de Tillbury, recaló a las 19:30 h en Dover, en el condado inglés de Kent, donde desembarcó el práctico D. T. Mulley. Aproximadamente a esa hora, el uno de los ingenieros había informado al capitán de que el barco estaba haciendo agua (aunque en menor medida) por algunos sitios, y que se habían presentado otras dificultades técnicas.

### El fatal cambio de rumbo

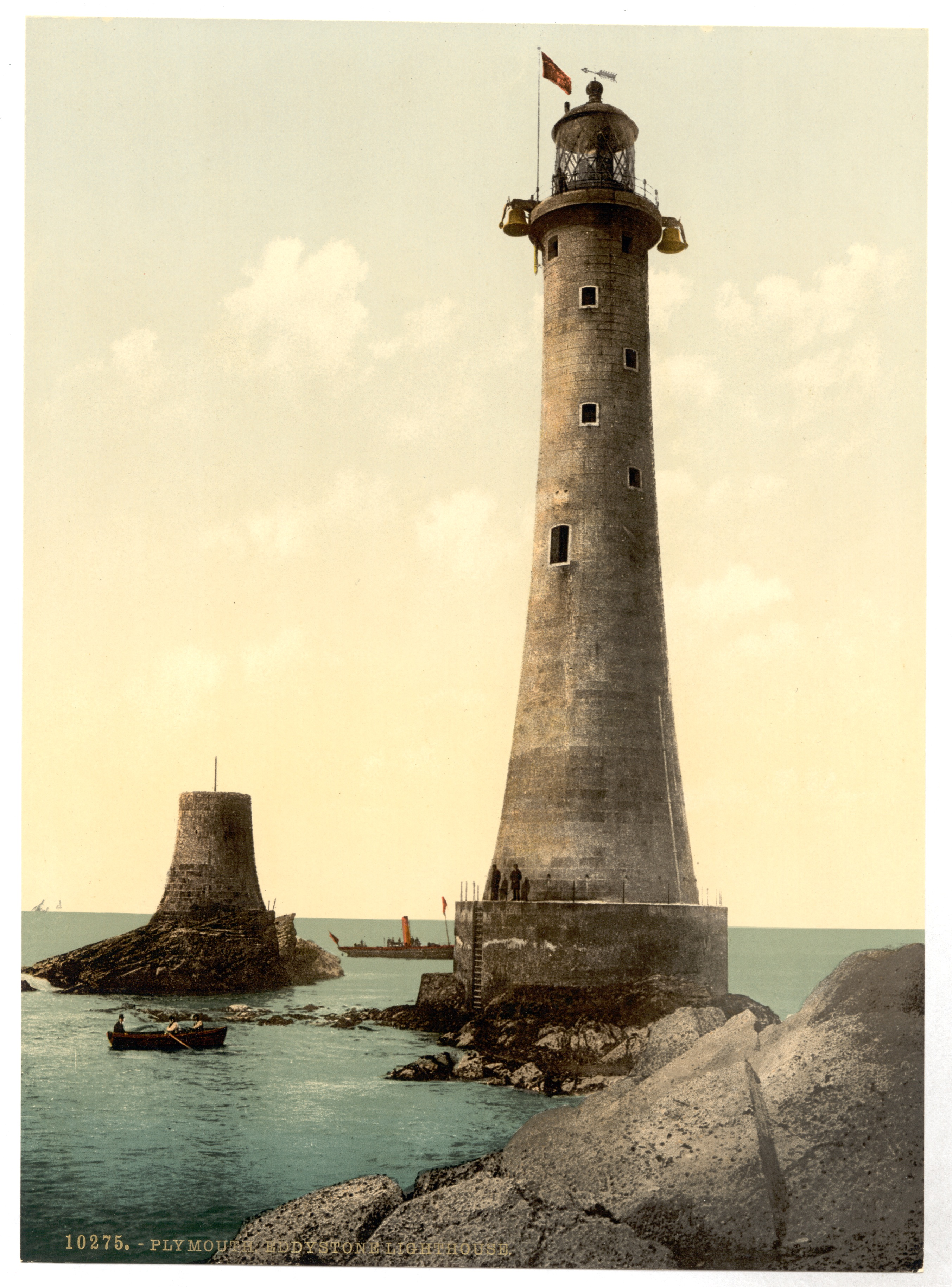
El faro de Eddystone, fotografiado hacia 1890

El Mohegan alcanzó su velocidad máxima después de circunnavegar el condado de Kent y entrar en el Canal de la Mancha. Al pasar la costa de Cornualles, permaneció cerca de tierra. A algunos oficiales y otros miembros de la tripulación les llamó la atención que el faro de Eddystone estaba demasiado lejos y la costa demasiado cerca, lo cual era el resultado del arrumbamiento equivocado.
Cuando el buque se acercaba a la entrada del puerto de Falmouth, giró hacia la desembocadura del río Helford y se dirigió a la península de Lizard. Mantenía su velocidad máxima de 13 nudos. La guardia costera de Coverack notó lo que sucedía y trató de advertir al Mohegan por medio de cohetes frente a las rocas cercanas. A bordo del Mohegan no se percataron o se ignoró. El capitán del barco de rescate de Porthoustock, James Hill, también vio que el barco, muy iluminado, estaba avanzando a toda velocidad hacia los peligrosos escollos Manacles, y notificó a su tripulación.

### El desastre

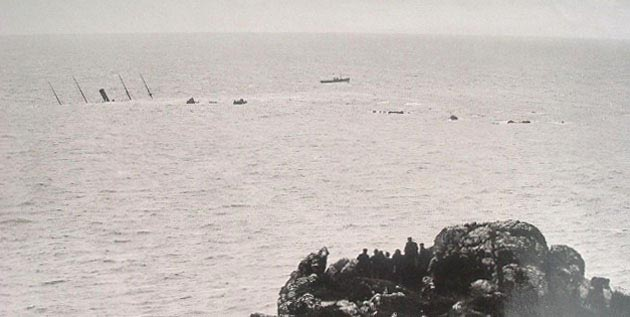
Vista de los mástiles y la chimenea del Mohegan, poco tiempo después del naufragio

Entretanto, a bordo del Mohegan la tripulación se alarmó también. A las 18:50 h. se dio la orden de detener las máquinas, pero el barco ya se encontraba demasiado cerca del arrecife. El Mohegan chocó a toda velocidad contra la roca denominada «Vase Rock», por lo que se desprendió el timón y se abrió el casco. La sala de máquinas se inundó de inmediato. Las tuberías de vapor se rompieron y los miembros de la tripulación huyeron al instante a las cubiertas más altas. Mientras el barco se hundía se desplazó hacia los acantilados de Maen Varses.
En esos momentos se servía la cena en el comedor. Muchos de los viajeros no se percataron de la gravedad de la situación hasta que las luces se apagaron a bordo y los pasajeros tuvieron que encontrar a oscuras el camino hacia la cubierta del barco. Era casi imposible lanzar los botes salvavidas porque el capitán Griffiths había hecho poner un pasamano de seguridad adicional para evitar que los botes se balancearan en mares turbulentos. Pero esta barandilla obstruyó el arriar los botes salvavidas para lanzarlos al agua. Uno de los dos botes que a pesar de ello pudieron lanzarse, zozobró de inmediato debido a las altas olas.

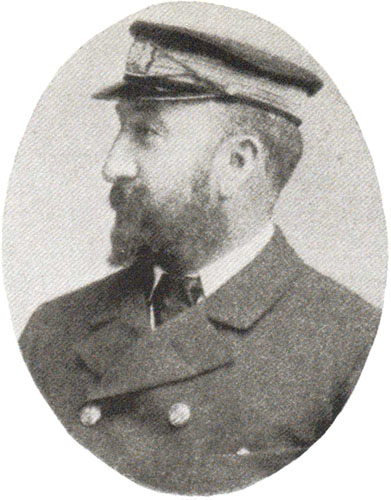
Richard Griffiths, capitán del Mohegan

No obstante, los testimonios de los supervivientes coincidieron en describir la actitud del capitán, de los oficiales y la tripulación en general como impecablemente responsable, profesional y heroica una vez desatada la emergencia. Según el relato de George Maule, el capitán se habría «mantenido en el puente, mientras que el orden prevalecía entre los oficiales y el resto de la tripulación».
La evacuación se dificultó aún más debido a la fuerte escora. Al principio, el barco se inclinó hacia babor, luego hacia estribor. Además, el Mohegan era muy nuevo todavía y la mayoría de los miembros de la tripulación no estaban suficientemente familiarizados con los equipos de salvamento. Tan solo 12 minutos después de colisionar con la roca, el Mohegan se hundió y 106 personas perdieron la vida. El capitán Griffiths y todos los oficiales se hundieron con el barco.
Como naufragó en agua poco profundas, su chimenea y las puntas de los mástiles sobresalían en la superficie en los días posteriores al hundimiento. El Charlotte, barco de rescate de Porthoustock, estuvo listo para el rescatar a los supervivientes en los 30 minutos posteriores al naufragio.

## Pasajeros
Entre los pasajeros en este viaje se encontraban las siguientes personas:
- Joseph Charles Duncan, banquero y empresario minero de Sacramento, padre de la bailarina Isadora Duncan (murió junto a su tercera esposa, Mary, y su hija común de 12 años, Rosa)
- Richard F. Kipling, joyero de París (murió)
- John Hyslop, topógrafo oficial de yates del New York Yacht Club (sobrevivió)
- John Le Lacheur, director de la Biblioteca Guille-Allès en la isla Guernsey (murió junto a su esposa e hijo)
- F. M. Lockwood, representante extranjero de Standard Oil Company (murió junto a su esposa e hija)
- Francis W. Pemberton, banquero neoyorquino (sobrevivió junto a su esposa, hijos y niñera)
- Maude Roudez (nombre civil Maude Roudebush ), cantante de ópera; trabajó como cantante, entre otros sitios, en la Ópera Garnier de París (sobrevivió, perdió a su madre)
- Amelia Compton Swift, presidenta de la organización de caridad National India Relief Administration (sobrevivió)

## Epílogo
Gran parte de los cadáveres rescatados del agua fueron enterrados en el cementerio de la iglesia municipal de St. Keverne, en donde la Atlantic Transport Line mandó fabricar un vitral para homenajear a las víctimas del desastre. Otros cuerpos fueron llevados a Londres, mientras que los restos mortales de 8 víctimas fueron enviados a Nueva York a bordo del Menominee, uno de los barcos gemelos del Mohegan.
El poeta escocés William McGonagall inmortalizó la catástrofe con su poema The Wreck of the Steamer Mohegan (en español: El naufragio del vapor Mohegan).
El hundimiento del Mohegan, así como el del vapor norteamericano Paris frente al Lowland Point al año siguiente, llevó a la introducción de un buque de rescate en la ciudad portuaria de Coverack. El pecio del barco continúa siendo un destino atractivo para los buceadores. De vez en cuando, todavía se recuperan elementos como algún ojo de buey, cerámica u objetos de bronce.
En la investigación del accidente, se descubrió que el cambio de rumbo a las 16:17 h frente al faro de Eddystone había provocado esencialmente el desastre.
Tiempo después, surgieron rumores de que el capitán Griffiths era accionista de la Atlantic transport Line y que, tras hundir deliberadamente el barco para cobrar el seguro y hacer frente a sus dificultades financieras, logró sobrevivir a la tragedia y había huido, disfrazado con otras vestimentas para ocultar su identidad. Estos rumores, que demostraron ser infundados, fueron desmentidos tres meses más tarde, con el descubrimiento del cuerpo decapitado de Griffiths en la costa de la bahía de Caernarfon tres meses después del desastre.
Las teorías conspirativas no parecen tener mayor fundamento, entre otras razones, porque incluso si hubiese sido un buen negocio cobrar el seguro (que no lo era porque la embarcación estaba asegurada por un importe muy inferior al que se había invertido en su construcción) el capitán Griffiths no solo no hubiese recibido personalmente ninguna parte de la suma asegurada, sino que probablemente habría sido enjuiciado y hubiese tenido que responder por daños. La versión de que habría huido con otra vestimenta tampoco concuerda con el testimonio entregado por los sobrevivientes. Tampoco se logró reunir evidencia de que el capitán haya estado en algún conflicto con la naviera.
Descartados estos rumores, lo cierto es que no hay explicación realmente satisfactoria para el arrumbamiento erróneo que llevó a la tragedia, de modo que esta continúa rodeada de misterios. 
En algún momento se manejó la teoría de que pudo haber existido alguna influencia magnética de las rocas en The Manacles, la cual habría aumentado tras una tormenta, que habría afectado a la brújula. Sin embargo, también esta hipótesis se desechó, estableciéndose que el arrumbamiento era el incorrecto en lugar de la brújula.
El naufragio del Mohegan es considerada, hasta nuestros días, la peor tragedia en la historia de la Atlantic Transport Line. La pérdida del buque golpeó aún más a la empresa, ya que, poco antes de adquirir el Mohegan, se vio obligada a entregar varios de sus barcos al gobierno estadounidense. La tragedia del Mohegan aparece en un episodio de la serie Coast, transmitida por la BBC a partir del 19 de julio de 2009.